# Teishō
Teishō (jap. 提唱) – w buddyzmie zen "ukazanie Dharmy", mowa wygłaszana przez mistrza zen w dōjō. Ma ona na celu zademonstrowanie zen nie tylko poprzez słowa, lecz także poprzez postawę i sposób zachowania mistrza. Mowa Dharmy powinna być spontaniczna i wynikać z oświecenia mistrza, demonstrując żywy buddyzm.
Teishō podczas sesshin (spotkania medytacyjnego) ma również zmotywować studentów do wysiłku. Często jest komentarzem do kōanu, nad którym będą pracować uczniowie.